# Морис Сарай
Морис Пол Емануел Сарай (на френски: Maurice Paul Emmanuel Sarrail) е френски военен деец, дивизионен генерал (1911), участник в Първата световна война.

## Биография
Морис Сарай е роден през 1856 година в Каркасон. През 1877 г. завършва военното училище в Сен Сир, а по-късно Генералщабната академия. От 1911 г. е командир на пехотна дивизия, а от 1913 г. е командир на Шести армейски корпус.
На 30 август 1914 г., след избухването на Първата световна война е назначен за командир на Трета френска армия. Бойното му кръщение е скоро след това в Битката при Марна. Командваната от ген. Сарай армия удържа атаките на Пета германска армия на заетите позиции, проваляйки германския план за настъпление към Париж и бърза победа на Западния фронт. От октомври 1915 е назначен за командващ на съглашенските войски на Солунския фронт. Под негово ръководство войските на Антантата на Балканския полуостров провеждат операции против германо-българските войски през 1915-1916 г. В началото на декември 1917 г. ген. Сарай е сменен на поста командващ на съюзните армии и отзован във Франция.
От 1924 г. е главен комисар в Сирия. Автор е на мемоарната книга „Моето командване на Изток“.